# K-1 WORLD GP 2008 IN SEOUL FINAL16
K-1 WORLD GP 2008 IN SEOUL FINAL16は、K-1の大会の一つ。2008年9月27日、韓国ソウルのオリンピック第1体育館で開催された。

## 大会概要
GP開幕戦が行われ、ジェロム・レ・バンナが以前から再戦を望んでいた澤屋敷純一を破り、リベンジを果たした。極真世界王者エヴェルトン・テイシェイラは、日本のエース武蔵を破りK-1デビュー1年目にしてベスト8へ進出した。さらに、21歳の新鋭エロール・ジマーマンが、下馬評を覆し3年連続ファイナリストの極真の怪物グラウベ・フェイトーザを破り、こちらもK-1デビュー1年目でベスト8に進出した。セミファイナルではバダ・ハリがチェ・ホンマンにダウンを奪われるも判定でドローに持ち込み、タオル投入によるTKO勝ちした。メインイベントではピーター・アーツが現王者セミー・シュルトを破り、4連覇を阻むとともに連続決勝進出記録を16に更新した。

## 試合結果
オープニングファイト第1試合 3分3R
○  前田慶次郎 vs.  ソン・ミンホ ×
3R 1:43 KO（右ローキック）
オープニングファイト第2試合 3分3R
○  ザビット・サメドフ vs.  ファビアーノ・ダ・シルバ ×
3R終了 判定3-0（30-28、30-28、30-29）
オープニングファイト第3試合 3分3R
○  ランディ・キム vs.  パク・ヨンス ×
2R 1:11 KO（右ローキック）
第1試合 K-1 WORLD GP 2008 1回戦 3分3R
○  ルスラン・カラエフ vs.  ハリッド"ディ・ファウスト" ×
2R 2:30 KO（3ノックダウン：パンチ連打）
※カラエフが準々決勝進出
第2試合 K-1 WORLD GP 2008 1回戦 3分3R
○  ジェロム・レ・バンナ vs.  澤屋敷純一 ×
3R終了 判定3-0（30-26、30-27、30-28）
※バンナが準々決勝進出
第3試合 K-1 WORLD GP 2008 1回戦 3分3R
○  グーカン・サキ vs.  レイ・セフォー ×
延長R終了 判定3-0（10-9、10-9、10-9）
※サキが準々決勝進出
第4試合 K-1 WORLD GP 2008 1回戦 3分3R
○  エロール・ジマーマン vs.  グラウベ・フェイトーザ ×
3R終了 判定3-0（30-26、30-26、30-26）
※ジマーマンが準々決勝進出
第5試合 K-1 WORLD GP 2008 1回戦 3分3R
○  レミー・ボンヤスキー vs.  ポール・スロウィンスキー ×
3R終了 判定2-0（30-29、30-29、30-30）
※ボンヤスキーが準々決勝進出
第6試合 K-1 WORLD GP 2008 1回戦 3分3R
○  エヴェルトン・テイシェイラ vs.  武蔵 ×
3R終了 判定3-0（30-28、30-28、30-28）
※テイシェイラが準決勝進出
第7試合 セミファイナル K-1 WORLD GP 2008 1回戦 3分3R
○  バダ・ハリ vs.  チェ・ホンマン ×
延長R 0:00 TKO（タオル投入）
※が準々決勝進出
第8試合 メインイベント K-1 WORLD GP 2008 1回戦 3分3R
○  ピーター・アーツ vs.  セミー・シュルト ×
3R終了 判定2-0（30-29、30-29、30-30）
※アーツが準々決勝進出